# Tučňák novozélandský
Tučňák novozélandský (Eudyptes pachyrhynchus), v maorštině „tawaki“, je zástupce čeledi tučňákovitých obývající novozélandský Jižní ostrov a Stewartův ostrov. Popsal ho v roce 1845 anglický zoolog George Robert Gray. Mezinárodní svaz ochrany přírody (IUCN) / BirdLife International hodnotí druh jako téměř ohrožený (původně zranitelný) a k roku 2020 uvádí, že populace čítá okolo 12 500–50 000 dospělých jedinců.

## Taxonomie
Tučňák novozélandský tvoří společně s tučňákem chocholatým (Eudyptes sclateri) a tučňákem snarským (Eudyptes robustus) tzv. superdruh.

### Etymologie
Jeho druhové jméno je odvozeno ze starořeckého slova παχυ (pachy) – „tlustý“, a ρύγχος (rhynchus) – „zobák“. Rodové jméno Eudyptes, je pak odvozeno z řeckého slova ευ (eu) – „dobrý“, a δύτης (dyptes) – „potápěč“.
Maorové říkali tučňákovi novozélandskému tawaki. Jméno Tawaki nosí v jejich mytologii bůh, který navštěvoval Zemi v lidské podobě. Maoři se s ním přátelili ale neměli nejmenší tušení, o koho se ve skutečnosti jedná. To boha nahněvalo, odhodil svůj převlek a zjevil se lidem ve skutečné podobě oděný jen do blesků. Maorům připomínali Tawakiho a jeho blesky žluté chocholky po stranách hlavy, jakož mají tito ptáci.

## Popis

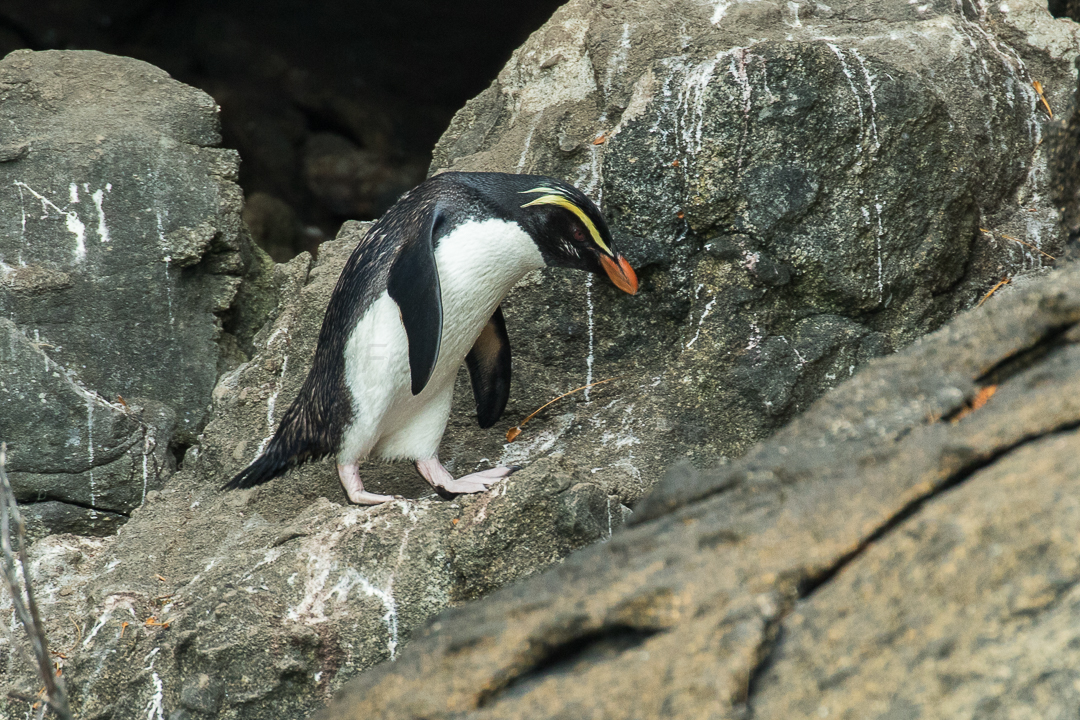
Tučňák novozélandský se dokáže vypořádat i se skalnatým terénem

Dospělý tučňák novozélandský dosahuje výšky 47–60 cm a váhy 2–5 kg s ohledem na výkyvy v rozmnožování, výměnu peří a pohlavní dimorfismus. Má modro-černá záda a bíle až krémové břicho. Horní část ploutví je černá s bílou spodinou. Jistě zaujme krátkým ale silným zobákem červené až hnědé barvy. Oči jsou tmavě hnědé až červené. Podobně jako ostatní druhy tučňáků z rodu Eudyptes, má nad očima zlato-žluté pruhy, které jsou na konci roztřepené. Samci bývají o něco větší než samice a mají také delší křídla nebo silnější zobák. Tyto parametry však nemusí byt vždy očima postřehnutelné. Od ostatních druhů jeho rodu je snadněji rozeznatelný, kvůli bělavým peřím pod očima. 
Mláďata nemají výrazné barvy. První opeření je tmavě černé až hnědé na zádech s bílým bříškem, které později chytá krémový nádech, nebo je zbarveno do béžové. Dospívající jsou během chovu po celou dobu od dospělých rozeznatelní a to především nezbarvenými nebo plně nedorostlými charakterními chocholy.

## Potrava a způsob lovu
Živí se zpravidla hlavonožci (z 85 %), korýši (z 13 % a to především krilem) nebo malými rybami (z 2 %) ve velikosti 5,2 až 8,2 cm.
Stravovací návyky tučňáků novozélandských se liší v závislosti na lokalitě. Už při vzdálenosti 100 km od jiné kolonie můžeme zpozorovat jiné chování na základě odlišných podmínek a s nimi je spojeno především různorodé množství ulovené potravy – například na Stewartově ostrově uloví tučňák denně 160 g potravy, kdežto v zálivu Nového Zélandu až 345 g, tedy o polovinu více.
V období rozmnožování loví zpravidla v mělkých vodách blízko vodní hladiny, nejdále asi 9–16 km od svého hnízdiště. Jindy je schopen cestovat za potravou do vzdálenosti 750–2500 kilometrů a denně uplavat i 20–80 kilometrů, jak prokázala studie publikovaná v srpnu roku 2018, pod vedením ornitologa Thomase Matterna z novozélandské univerzity Otago – 17 tučňáků (10 samců a 7 samic) bylo vybaveno satelitními vysílači a ty průběžně ukazovaly jejich polohu.

## Způsob života

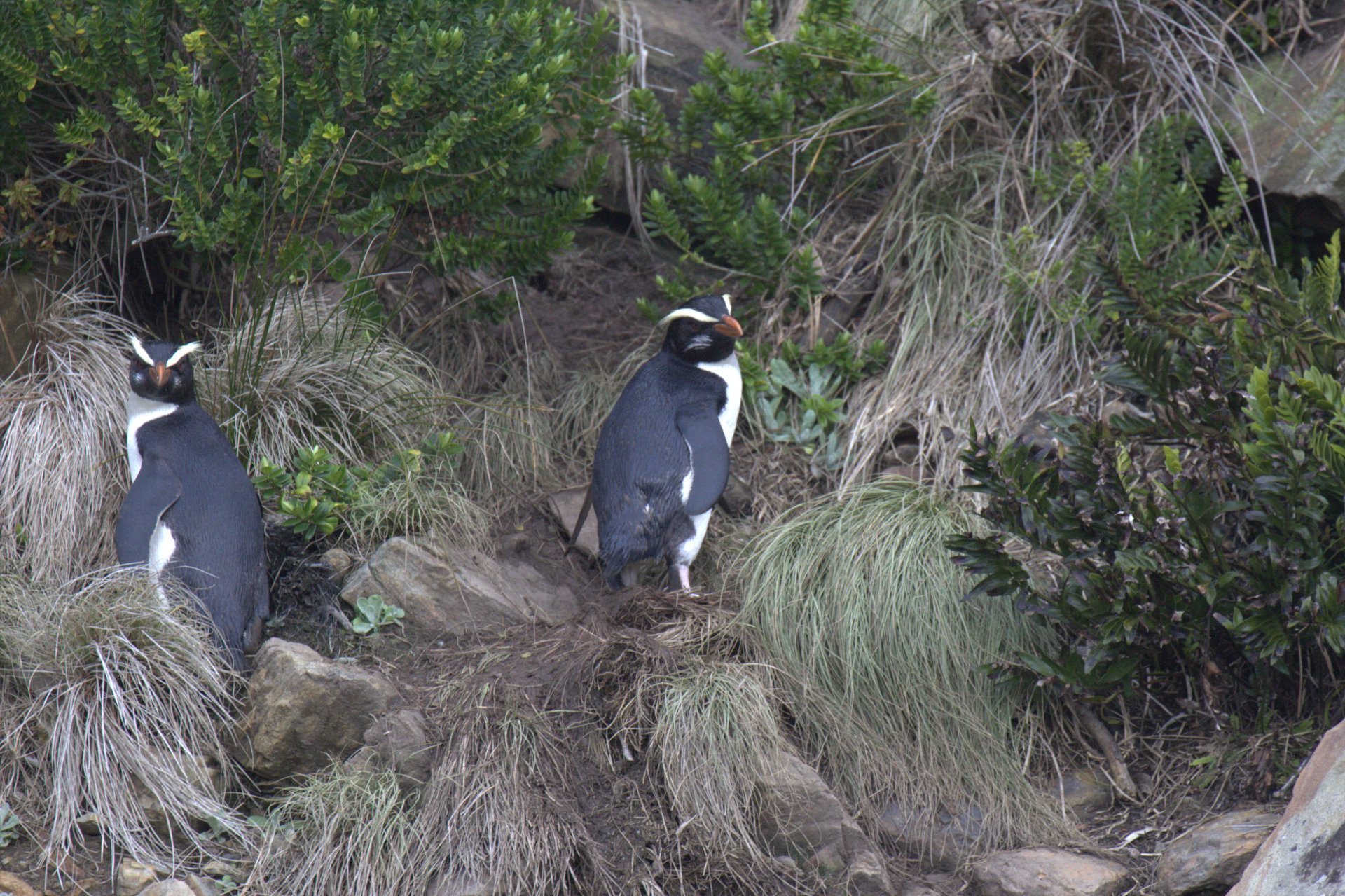
Tučňáci novozélandští a jejich typický biotop

Tučňák novozélandský stráví až 75 % života na moři. V období rozmnožování jej nespatříme ve velkých a těsných koloniích, za což nepochybně může i jeho nízký populační stav. Na pevnině se hnízda nacházejí v uctivé vzdálenosti od sousedních ptáků, a lze je spatřit i daleko ve vnitrozemí v hustém lese. Zde ho neohrožují žádní predátoři, protože je dobře ukryt pod korunami stromů, a ze země maskován kořeny, kmeny nebo hustou vegetací.

### Rozmnožování a chov mláďat
V červnu až červenci se samec jako první dostaví k loňskému hnízdu a zanedlouho ho následuje i samice. Zpravidla do poloviny července se oddávají námluvám a páření.
V červenci až srpnu snese samice dvě malé vejce s tím rozdílem, že je druhé (123 gramů) oproti prvému (105 gramů) patřičně větší. Z většího vejce se také s větší pravděpodobností mládě vylíhne a úspěšné odchová. Inkubace trvá obvykle 30–36 dní s alternativním výkyvem 5–12 dnů. 
První týdny po vylíhnutí střeží mláďata samec a samice jim denně přináší potravu. Jakmile jsou mláďata příliš velká, aby se vešla mezi nohy rodičů, utvoří s ostatními malé školky nebo jsou sama schována v hnízdě. Tento krok umožní rodičům lovit společně a síly tak podělit, jelikož mají mláďata vyšší nároky na přísun potravy. Krmení mláďat probíhá zásadně v hnízdě a pokud jsou mimo dosah, rodiče je zavedou zpátky.
Zhruba po deseti týdnech ztrácí mláďata „dětský“ šat a jsou plně odhodlána brázdit moře. Vrátí se asi po 5–6 letech, kdy budou pohlavně vyzrálý. Dospělý pobudou asi dva měsíce na moři a v únoru až březnu se vrátí opět na pevninu shodit opotřebené peří.
Od března do června se kolonie nachází mimo hnízdiště daleko na moři, kde se skupiny o 10–15 tučňácích společně vykrmují a připravují na další hnízdění.

## Predátoři
Největší hrozbu představuje chřástal weka (Gallirallus australis) živící se vejci tučňáků. Jako nelétavý pták se dobře orientuje v porostech a tak často navštěvuje jejich hnízda. Dále je ohrožují především invazní druhy živočichů, jako třeba kuny, krysy, fretky, lasice, psi či divoké kočky, jež mají spadeno nejen na vejce a mláďata, ale i na dospělé. V případě, že je pár zahnízděn při pobřeží, nevyhnou se útokům racků. Na moři se stávají oběťmi žraloků, tuleňů nebo lachtanů, a častou jsou smrtelně zraněni i od větších dravých ryb.

## Ohrožení

### Populace
V přírodě se rozmnožuje přibližně 12 500–50 000 dospělých jedinců (v roce 2018 se počítalo s populací 3000 až 10 000 dospělých jedinců), přičemž populace klesá. Kvůli nízké populaci a nevelké rozloze výskytu je tučňák novozélandský k roku 2020 klasifikován jako téměř ohrožený (původně zranitelný).

### Faktory
Nejvyšší hrozbu představují invazní živočichové, jež na ostrovy člověk zavlekl, kteří se usazují množí (zatoulaní psi, kočky, lasice, fretky, chřástalové weka). Během rozmnožování a línání korigují tito novodobí predátoři jejich úmrtnost až z 38 %. Samotný člověk je rovněž škůdcem, poněvadž ničí těmto tučňákům životní prostředí (osídlováním a omezováním prostoru). Případné mořské odchylky mohou způsobit podstatné změny v hojnosti kořisti, a budoucnost spojená s klimatickými výkyvy může mít rovněž negativní dopad.